# Вирта, София
София Вирта (фин. Sofia Marjanna Virta; род. 21 июня 1990, Каарина, Финляндия) — финский политический деятель. Председатель партии «Зелёный союз» с 10 июня 2023 года. Депутат эдускунты с 2019 года. Член городского совета Каарина с 2017 года.

## Биография
Родилась 21 июня 1990 года в Каарина.
Получила степень магистра педагогических наук.
Была частным предпринимателем в сфере психического здоровья и образования. Работала в детском доме в Каарина.
По результатам муниципальных выборов 2017 года избрана членом городского совета Каарина. Переизбрана на муниципальных выборах 2021 года.
По результатам парламентских выборов 2019 года избрана депутатом эдускунты в округе Варсинайс-Суоми. Была членом Комитета по трудовой жизни и равенству и Комитета по социальному обеспечению и здравоохранению. Переизбрана на парламентских выборах 2023 года. Член Комитета по сельскому и лесному хозяйству с 2023 года.
На первых региональных выборах в начале 2022 года избрана в региональный совет Варсинайс-Суоми, в сферу ответственности которого входит оказание социальных услуг, ранее относившееся к компетенции муниципалитетов.
10 июня 2023 года на партийном съезде в Сейняйоки утверждена новым председателем партии. Её предшественник, Мария Охисало объявила об уходе с поста председателя после парламентских выборов 2023 года, на которых «Зелёный союз» потерпел поражение. София Вирта на выборах председателя получила 2760 голосов, её конкурент Саара Хюрккё — 1941 голос. Голосование проходило с 29 мая по 8 июня, в нём приняли участие 58,6 % членов партии с правом голоса.

## Личная жизнь
Одинокая мать. В 2019 году родила дочь.